# Den Hellige Alliance
Den Hellige Alliance var en alliance, der dannedes mellem Rusland, Østrig og Preussen i 1815 på initiativ af zar Alexander 1. af Rusland. Alliancen blev konfirmeret af de tre magter i Wien den 26. september 1815.
Formålet var at stå vagt om freden og den kristne verden, deraf alliancens navn. I realiteten blev det et politisk magtredskab i de årtier, der fulgte efter Wienerkongressen. Den østrigske udenrigsminister Fyrst Metternich benyttede alliancen til at beskytte den bestående samfundsorden og slå ethvert forsøg på revolution ned. Alliancen forsøgte at beskytte sig mod tendenserne fra den franske revolution, og den var imod demokrati, revolution og sekularisme. Med undtagelse af England, Vatikanet og det Osmanniske Rige støttede alle øvrige stater i Europa alliancen. Det var en konservativ bevægelse, der ønskede at bevare freden i Europa – inden for de enkelte landes egne politiske rammer.
Efter zar Alexanders død i 1825 mistede alliancen sin betydning og opløstes i praksis.